# Marissa Grasdijk
Marissa Grasdijk (Kampen, 19 november 1993) is een Nederlandse zangeres. Ze is onder meer bekend van het Junior Eurovisiesongfestival en het programma The Winner is....
Ze zong tot heden meestal samen met haar twee jaar oudere zus Danita. Omdat deze bij de selectie voor het Junior Eurovisiesongfestival de leeftijdsgrens had overschreden, schreef Marissa zich alleen in. Ze won in Nederland het Junior Songfestival op 4 oktober 2008 met haar nummer "1 dag" en vertegenwoordigde vervolgens Nederland op het Junior Eurovisiesongfestival 2008 op 22 november 2008 in het Cypriotische Limasol. Daar eindigde ze als dertiende in de wedstrijd.
In 2012 schreven beide zussen zich samen in voor The Winner is..., ze haalden in het SBS6 programma dat liep in het voorjaar van 2012 de achtste finale.
2003: Roel ·
2004: Klaartje & Nicky ·
2005: Tess ·
2006: Kimberly ·
2007: Lisa, Amy & Shelley ·
2008: Marissa ·
2009: Ralf ·
2010: Anna & Senna ·
2011: Rachel ·
2012: Femke ·
2013: Mylène & Rosanne ·
2014: Julia ·
2015: Shalisa ·
2016: Kisses ·
2017: FOURCE ·
2018: Max & Anne ·
2019: Matheu ·
2020: UNITY ·
2021: Ayana ·
2022: Luna Sabella ·
2023: Sep & Jasmijn ·
2024: Stay Tuned